# Trigynaspida
Sous-ordre
Les Trigynaspida sont un sous-ordre d'acariens mesostigmates.

## Liste des familles
Selon Beaulieu, Dowling, Klompen, de Moraes & Walter 2011 :
- Cohorte Cercomegistina Camin & Gorirossi, 1955
  - Asternoseiidae Vale, 1954
  - Cercomegistidae Trägårdh, 1937
  - Davacaridae Kethley, 1977
  - Pyrosejidae Lindquist & Moraza, 1993
  - Saltiseiidae Walter, 2000
  - Seiodidae Kethley, 1977
  - Vitzthumegistidae Kim, 2015

- Cohorte Antennophorina Camin & Gorirossi, 1955
  - Aenictequoidea Kethley, 1977
    - Aenictequidae Kethley, 1977
    - Euphysalozerconidae Kim, 2008
    - Messoracaridae Kethley, 1977
    - Ptochacaridae Kethley, 1977

  - Antennophoroidea Berlese, 1892
    - Antennophoridae Berlese, 1892

  - Celaenopsoidea Berlese, 1892
    - Celaenopsidae Berlese, 1892
    - Costacaridae Hunter, 1993
    - Diplogyniidae Trägårdh, 1941
    - Euzerconidae Trägårdh, 1938
    - Megacelaenopsidae Funk, 1975
    - Neotenogyniidae Kethley, 1974
    - Schizogyniidae Trägårdh, 1950
    - Triplogyniidae Funk, 1977

  - Fedrizzioidea Trägårdh, 1937
    - Fedrizziidae Trägårdh, 1937
    - Klinckowstroemiidae Camin & Gorirossi, 1955

  - Megisthanoidea Berlese, 1914
    - Hoplomegistidae Camin & Gorirossi, 1955
    - Megisthanidae Berlese, 1914

  - Paramegistoidea Trägårdh, 1946
    - Paramegistidae Trägårdh, 1946

  - Parantennuloidea Willmann, 1941
    - Parantennulidae Willmann, 1941
    - Philodanidae Kethley, 1977
    - Promegistidae Kethley, 1977

## Publication originale
- Camin & Gorirossi, 1955 : A revision of the suborder Mesostigmata (Acarina) based on new interpretations of comparative morphological data. Chicago Academy of Sciences Special Publication, n. 11, p. 1-70.